# Banița, Vrața
Banița (în bulgară Баница) este un sat în comuna Vrața, regiunea Vrața,  Bulgaria. 

## Demografie
Componența etnică a satului Banița
     Bulgari (55,87%)
     Romi (16,01%)
     Nicio identificare (28,11%)
     Altele (0,26%)
La recensământul din 2011, populația satului Banița era de 1.149 locuitori. Din punct de vedere etnic, majoritatea locuitorilor (55,87%) erau bulgari, cu o minoritate de romi (16,01%). Pentru 28,11% din locuitori nu este cunoscută apartenența etnică.